# Plzeň–Cheb-vasútvonal
A Plzeň–Cheb-vasútvonal egy normál nyomtávolságú, részben 25 kV 50 Hz-cel villamosított kétvágányú vasútvonal Csehországban Plzeň és Cheb között. A vonal hossza 105,916 km, engedélyezett sebesség 160 km/h.